# Варшавское генерал-губернаторство
Варша́вское генера́л-губерна́торство — административно-территориальная единица Российской империи, образованная 11 января 1874 года путём преобразования наместничества Царства Польского. Упразднено в феврале 1917 года Временным правительством уже после оккупации территории генерал-губернаторства германскими и австро-венгерскими войсками.

## Административное деление

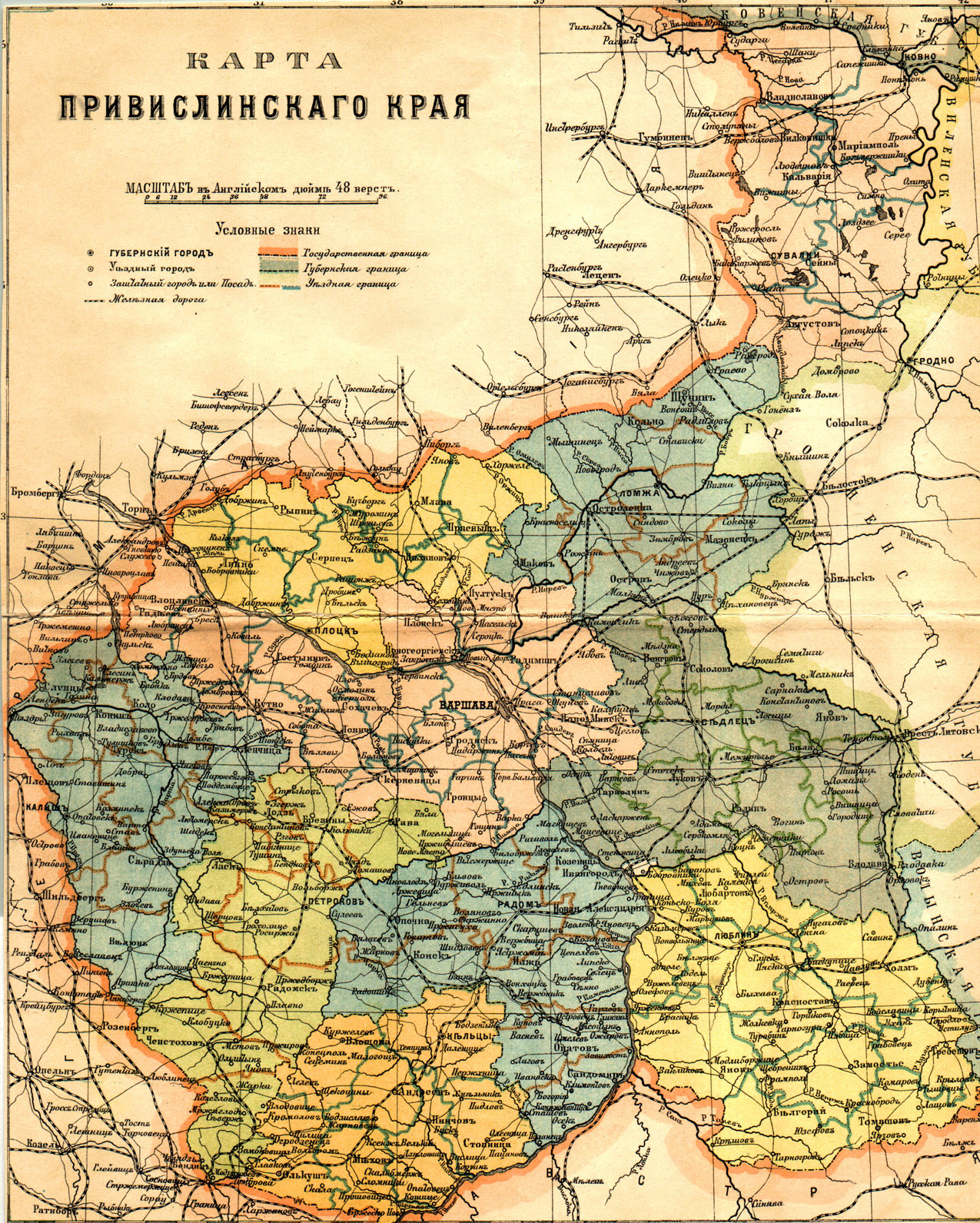

В Варшавское генерал-губернаторство входило 10 губерний, именуемых в Своде законов Российской империи губерниями Царства Польского, а в политической жизни и обиходе — Привислинскими губерниями, Привислинским краем или губерниями Привислинского края:
- Варшавская (14 уездов, 22 города и 7039 остальных поселений — здесь и далее по состоянию на начало XX века)
- Калишская (8 уездов и 142 волости, 13 городов и 5102 остальных поселений)
- Келецкая (7 уездов и 128 волостей, 7 городов и 3080 остальных поселений)
- Ломжинская (7 уездов и 72 волости, 7 городов и 3014 остальных поселений)
- Люблинская (10 уездов и 143 волости, 13 городов, 42 посада и 3259 остальных поселений)
- Петроковская (8 уездов и 143 волости, 11 городов и 5090 остальных поселений
- Плоцкая (7 уездов и 95 волостей, 9 городов и 3752 остальных поселений)
- Радомская (7 уездов и 142 волости, 10 городов и 3780 остальных поселений)
- Седлецкая (с 1912 года — Холмская) (9 уездов и 140 волостей, 12 городов и 3995 остальных поселений)
- Сувалкская (7 уездов и 85 волостей, 10 городов и 5126 остальных поселений)

## Органы управления
- Во главе данной административно-территориальной единицы, как и любого другого генерал-губернаторства Российской империи, стоял назначаемый российским самодержцем генерал-губернатор. Следует отметить, что должность варшавского генерал-губернатора (до 1864 года — военного генерал-губернатора) существовала и до 1874 года[2], однако в то время во главе польских губерний стоял Наместник Царства Польского.
- Высочайшим указом, данным в Варшаве 1 декабря 1815 года, учреждено наместничество Царства Польского. 11 января 1874 года оно преобразовано в генерал-губернаторство; тогда же канцелярия наместника преобразована в канцелярию генерал-губернатора. Должности помощников учреждены: по гражданской части — 2 апреля 1892 года, по полицейской части — 27 июня 1896 года.

### Наместники
| Ф. И.О.                     | Титул, чин, звание                             | Время замещения должности |
| --------------------------- | ---------------------------------------------- | ------------------------- |
| Зайончек Юрий               | князь, генерал от инфантерии                   | 11.12.1815—18(30).06.1826 |
| Паскевич Иван Фёдорович     | светлейший князь, генерал-фельдмаршал          | 22.03.1832—20.01.1856     |
| Горчаков Михаил Дмитриевич  | князь, генерал-адъютант, генерал от артиллерии | 20.01.1856—18.05.1861     |
| Ламберт Карл Карлович       | граф, генерал-адъютант, генерал от кавалерии   | 06.08.1861—09.10.1861     |
| Лидерс Александр Николаевич | граф, генерал-адъютант, генерал от инфантерии  | 09.10.1861—16.06.1862     |
| Константин Николаевич       | великий князь                                  | 16.06.1862—19.10.1863     |
| Берг Фёдор Фёдорович        | граф, генерал-фельдмаршал                      | 19.10.1863—06.01.1874     |

### Генерал-губернаторы
| Ф. И.О.                               | Титул, чин, звание                                        | Время замещения должности |
| ------------------------------------- | --------------------------------------------------------- | ------------------------- |
| Коцебу Павел Евстафьевич              | граф, генерал-адъютант, генерал от инфантерии             | 11.01.1874—18.05.1880     |
| Альбединский Пётр Павлович            | генерал-адъютант, генерал от кавалерии                    | 18.05.1880—19.05.1883     |
| Гурко Иосиф Владимирович              | генерал-фельдмаршал, генерал-адъютант                     | 07.06.1883—06.12.1894     |
| Шувалов Павел Андреевич               | граф, генерал-адъютант, генерал от инфантерии             | 13.12.1894—12.12.1896     |
| Имеретинский Александр Константинович | светлейший князь, генерал-адъютант, генерал от инфантерии | 01.01.1897—17.11.1900     |
| Чертков Михаил Иванович               | генерал-адъютант, генерал от кавалерии                    | 24.03.1901—19.02.1905     |
| Максимович Константин Клавдиевич      | генерал-адъютант                                          | 19.02.1905—15.08.1905     |
| Скалон Георгий Антонович              | генерал-адъютант, генерал от кавалерии                    | 15.08.1905—01.02.1914     |
| Жилинский Яков Григорьевич            | генерал от кавалерии                                      | 04.03.1914—23.12.1914     |
| Енгалычев Павел Николаевич            | князь, генерал-лейтенант, генерал-адъютант                | 23.12.1914—02.1917        |

Распорядительной деятельностью при генерал-губернаторе занималась канцелярия.
2 апреля 1892 года министром внутренних дел была учреждена должность помощника варшавского генерал-губернатора по гражданской части, а 26 июня 1896 года — по полицейской части.

### Помощники генерал-губернатора по гражданской части
| Ф. И.О.                         | Титул, чин, звание                            | Время замещения должности |
| ------------------------------- | --------------------------------------------- | ------------------------- |
| Медем Николай Николаевич        | барон, генерал-лейтенант                      | 02.04.1892—18.03.1895     |
| Петров Александр Иванович       | гофмейстер, тайный советник                   | 24.03.1895—12.02.1897     |
| Оболенский Александр Дмитриевич | шталмейстер, действительный статский советник | 13.02.1897—20.05.1899     |
| Подгородников Иван Григорьевич* | тайный советник                               | 24.05.1899—               |

* Во время вакантности должности генерал-губернатора (17.11.1900 — 24.03.1901) исполнял его обязанности.

### Помощники генерал-губернатора по полицейской части
| Ф. И.О.                    | Титул, чин, звание | Время замещения должности |
| -------------------------- | ------------------ | ------------------------- |
| Оноприенко Виктор Иванович | генерал-лейтенант  | 18.01.1897—01.09.1899     |
| Фуллон Иван Александрович  | генерал-лейтенант  | 09.03.1900—12.02.1904     |
| Утгоф Лев Карлович         | генерал-лейтенант  | 25.09.1906—02.12.1914     |
| Клыков Митрофан Яковлевич  | генерал-лейтенант  | 02.12.1914—10.07.1916     |